# مارجری میسن
مارجری میسن (انگلیسی: Margery Mason؛ ‏ ۲۷ سپتامبر ۱۹۱۳ – ۲۶ ژانویهٔ ۲۰۱۴) یک هنرپیشه اهل بریتانیا بود.
از فیلم‌ها یا برنامه‌های تلویزیونی که وی در آن نقش داشته است، می‌توان به هری پاتر و جام آتش، دیوار پینک فلوید، ۱۰۱ سگ خالدار، عروس شاهزاده، آدمکشان میدسامر، طبابت در پیک و هنسی اشاره کرد.